# Green Bay Packers 1984

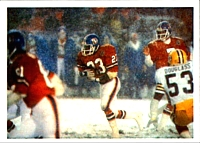
Monday Night Football: i Packers contro i Denver Broncos al Mile High Stadium il 15 ottobre

La stagione 1984 dei Green Bay Packers è stata la 64ª della franchigia nella National Football League. Sotto la direzione del capo-allenatore al primo anno Forrest Gregg, la squadra terminò con un record di 8-8, chiudendo seconda nella Central Division.

## Roster
| Roster dei Green Bay Packers nel 1983 |
| --- |
| Quarterback - 19 Rich Campbell - 12 Lynn Dickey - 16 Randy Wright Running Back - 33 Jessie Clark - 21 Ray Crouse - 31 Gerry Ellis - 25 Harlan Huckleby - 40 Eddie Lee Ivery - 35 Del Rodgers Wide Receiver - 88 Ron Cassidy - 85 Phil Epps - 83 John Jefferson - 80 James Lofton - 84 Lenny Taylor Tight End - 82 Paul Coffman - 49 Ed West Offensive Linemen - 58 Mark Cannon C - 61 Dave Drechsler G - 78 Gary Hoffman T - 74 Tim Huffman G - 68 Greg Koch T - 54 Larry McCarren C - 60 Blake Moore C - 67 Karl Swanke T - 70 Keith Uecker G Defensive Linemen - 93 Robert Brown DE - 76 Alphonso Carreker DE - 79 Donnie Humphrey DE - 90 Ezra Johnson DE - 63 Terry Jones DT - 94 Charles Martin DE - 77 Bill Neill DT Linebacker - 59 John Anderson - 52 George Cumby - 99 John Dorsey - 53 Mike Douglass - 56 Cliff Lewis - 51 Guy Prather - 55 Randy Scott - 50 Rich Wingo Defensive Back - 41 Tom Flynn FS - 27 Gary Hayes - 38 Estus Hood CB - 43 Daryll Jones - 26 Tim Lewis CB - 22 Mark Lee CB - 37 Mark Murphy FS - 44 Dwayne O'Steen CB Special Team - 10 Al Del Greco K - 13 Bucky Scribner P Lista delle riserve - 11 Eddie Garcia K (IR) |
| Legenda - I rookie sono in corsivo. - Il primo ruolo è il principale mentre gli eventuali successivi indicano i ruoli secondari. - (IR) sta per Injured Reserve ed indica la lista ristretta per un solo giocatore infortunato che può tornare ad allenarsi dopo la settimana 6 e a rientrare in prima squadra dopo che questa ha giocato 8 partite. - (NF-Inj.) / (NF-Ill.) stanno rispettivamente per Non-Football Injured e Non-Football Illness ed indicano le liste dove viene inserito un giocatore che ha un infortunio o una malattia non dipendente dal football americano. - (PUP) sta per Physically Unable to Perform ed indica la lista dove viene inserito un giocatore mentre è in attesa di recuperare la condizione fisica. Nella stagione regolare dopo la sesta partita giocata dalla propria squadra, il giocatore ha tempo tre settimane per riprendere ad allenarsi, più tre settimane aggiuntive dal suo rientro agli allenamenti per rientrare in prima squadra. |

## Calendario
| Stagione regolare |              |                         |               |        |                               |          |         |
| Turno             | Data         | Avversario              | Risultato     | Record | Stadio                        | Pubblico | Sintesi |
| 1                 | 2 settembre  | St. Louis Cardinals     | V 24–23       | 1–0    | Lambeau Field                 | 53,738   | Recap   |
| 2                 | 9 settembre  | at Los Angeles Raiders  | S 7–28        | 1–1    | Los Angeles Memorial Coliseum | 46,269   | Recap   |
| 3                 | 16 settembre | Chicago Bears           | S 7–9         | 1–2    | Lambeau Field                 | 55,942   | Recap   |
| 4                 | 23 settembre | at Dallas Cowboys       | S 6–20        | 1–3    | Texas Stadium                 | 64,222   | Recap   |
| 5                 | 30 settembre | at Tampa Bay Buccaneers | S 27–30 (dts) | 1–4    | Tampa Stadium                 | 47,487   | Recap   |
| 6                 | 7 ottobre    | San Diego Chargers      | S 28–34       | 1–5    | Lambeau Field                 | 54,045   | Recap   |
| 7                 | 15 ottobre   | at Denver Broncos       | S 14–17       | 1–6    | Mile High Stadium             | 62,546   | Recap   |
| 8                 | 21 ottobre   | Seattle Seahawks        | S 24–30       | 1–7    | Milwaukee County Stadium      | 52,286   | Recap   |
| 9                 | 28 ottobre   | Detroit Lions           | V 41–9        | 2–7    | Lambeau Field                 | 54,289   | Recap   |
| 10                | 4 novembre   | at New Orleans Saints   | V 23–13       | 3–7    | Louisiana Superdome           | 57,426   | Recap   |
| 11                | 11 novembre  | Minnesota Vikings       | V 45–17       | 4–7    | Milwaukee County Stadium      | 52,931   | Recap   |
| 12                | 18 novembre  | Los Angeles Rams        | V 31–6        | 5–7    | Milwaukee County Stadium      | 52,031   | Recap   |
| 13                | 22 novembre  | at Detroit Lions        | S 28–31       | 5–8    | Pontiac Silverdome            | 63,698   | Recap   |
| 14                | 2 dicembre   | Tampa Bay Buccaneers    | V 27–14       | 6–8    | Lambeau Field                 | 46,800   | Recap   |
| 15                | 9 dicembre   | at Chicago Bears        | V 20–14       | 7–8    | Soldier Field                 | 59,374   | Recap   |
| 16                | 16 dicembre  | at Minnesota Vikings    | V 38–14       | 8–8    | Hubert H. Humphrey Metrodome  | 51,197   | Recap   |

Note: gli avversari della propria division sono in grassetto.

## Classifiche
| NFL Central          |    |    |   |      |     |       |     |     |     |
|                      | V  | S  | P | %    | DIV | CONF  | PF  | PS  | STR |
| Chicago Bears(3)     | 10 | 6  | 0 | .625 | 7–1 | 8–4   | 325 | 248 | V1  |
| Green Bay Packers    | 8  | 8  | 0 | .500 | 5–3 | 8–4   | 390 | 309 | V3  |
| Tampa Bay Buccaneers | 6  | 10 | 0 | .375 | 3–5 | 5–9   | 335 | 380 | V2  |
| Detroit Lions        | 4  | 11 | 1 | .281 | 3–5 | 4–7–1 | 283 | 408 | S3  |
| Minnesota Vikings    | 3  | 13 | 0 | .188 | 2–6 | 3–9   | 276 | 484 | S6  |